# Kizilsu (Panj)
Kizilsu (tadž. Қизилсу ; rus. Кызылсу) je rijeka u Tadžikistanu, pritok Panja. Rijeka je duga 230 km, s površinm porječja od 8630 km2.

## Tok rijeke
Izvire na južnim padinama Vahšskog grebena na sjeveroistoku Tadžikistanske regije Hatlon i teče prema jugozapadu sve do ušća u Panj na granici s Afganistanom, nasuprot otoka Urta Tagay. Južno od grada Kuloba prima veliki lijevi pritok Jahsu (Akhshu). Navodnjava dolinu Kizilsu u kojoj se uzgaja pamuk između Kuloba i Panja na jugoistoku pokrajine Hatlon. 